# Max Tailleur
Mozes (Max) Tailleur (Amsterdam, 12 juni 1909 – Amstelveen, 12 oktober 1990) was een Nederlandse humorist. Hij specialiseerde zich in Joodse humor en verwierf roem met zijn Sam-en-Moos-moppen. Tussen 1953 en 1988 werden van zijn verschillende moppenbundels gezamenlijk 1,6 miljoen exemplaren verkocht.

## Levensloop
Tailleur werd geboren in een eenvoudig gezin in de Amsterdamse Jodenbuurt. Zijn vader, Hijman Tailleur, was handelsreiziger en fabrikant en zijn moeder, Schoontje Erwteman, was huisvrouw. Als schooljongen was Tailleur al bezig met het amuseren van anderen. Serieuze betrekkingen als handelsreiziger en diamantslijper werden een mislukking. Op 23 maart 1936 trouwde Max Tailleur met Sophia Wijnschenk (1908-1990). Ze kregen geen kinderen.
Tijdens de Duitse bezetting van Nederland slaagde Tailleur erin om naar Zwitserland uit te wijken. Na de invasie in Frankrijk ging hij naar Engeland, waar hij zich bij de Prinses Irene Brigade kon aansluiten. Hij trad daar op voor de militairen en later terug in Nederland. Hij werd tekstschrijver voor cabaretiers zoals Snip en Snap.
Op 7 november 1952 begon Tailleur het cabaret De Doofpot in een voormalig café aan het Rembrandtplein in Amsterdam, waar hij tot 1966 met veel succes zijn moppen tapte. Om gezondheidsredenen moest hij tegen het eind van de jaren zestig stoppen, maar in 1971 begon hij De Geinlijn, die men kon bellen om een opname van de mop van de dag te horen. In het piekjaar 1979 werd deze lijn circa acht miljoen keer gebeld. De Geinlijn is hoogstwaarschijnlijk de inspiratiebron geworden voor de latere foplijnen.
In 1967 begon hij met de Zak van Max, een inzamelingsactie waarbij overtollige kleding werd ingezameld waarvan de opbrengst ten goede kwam aan reuma-patiënten.
Zijn lijfspreuk luidde:
Ik lach om niet te huilen.
Max Tailleur overleed in oktober 1990, bijna twee maanden na Sophia. 
In 2012 kwam het theaterstuk Max Tailleur: Ik lach om niet te huilen uit, geregisseerd door Helmert Woudenberg.

## Discografie
| Jaar | Titel | Formaat   | Label              | Catalogusnummer | Opmerking                                                                                                |
| ---- | --- | --------- | ------------------ | --------------- | --- |
| 1956 | Doofpotpourri - Max Tailleur zingt en praat langs z'n neus weg                                                                       | mini-lp   | His Master's Voice | HDLP 1005       | |
| 1957 | Max - Max Tailleur vertelt moppen en zingt liedjes uit 'De Doofpot'                                                                  | mini-lp   | His Master's Voice | HDLP 1007       | |
| 1959 | Oh, dokter...! - Doktersmoppen door Max Tailleur                                                                                     | ep        | His Master's Voice | 7 EGH 186       | |
| 1960 | Met een mop de wereld rond | mini-lp   | His Master's Voice | HDLP 1014       | |
| 1960 | Max - De ouderwetse gein van Mokum!                                                                                                  | musicard  | Vroom & Dreesmann  | BRO 144         | Bijlage bij dagkalender                                                                                  |
| 1962 | Maxi and Lexi | single    | Lexington          | RC 125          | Naar aanleiding van het 10-jarig bestaan van 'De Doofpot'                                                |
| 1962 | Met melk (yoghurt) meer Max | single    | Melkcentrale Gouda | RC 128          | Promotie. De opbrengst was bestemd voor Tailleurs Rheuma Vakantiehuis.                                   |
| 1963 | Arel is zó..! zegt Max Tailleur | FD        | Arel               | SHOL 253        | |
| 1963 | Met Max Tailleur naar De Doofpot | single    | Ford               | RC 140          | Promotie                                                                                                 |
| 1964 | Het Jodenkind / Izak Meyer's wiegenlied                                                                                              | single    | His Master's Voice | 7 QH 5046       | |
| 1964 | Moppen over (maar niet vóór) kinderen                                                                                                | ep        | His Master's Voice | 7 EGH 197       | |
| 1965 | Pastorale | ep        | His Master's Voice | 7 EGH 204       | |
| 1965 | Doofpotpourri - Deel 1 | ep        | His Master's Voice | 7 EGH 205       | |
| 1965 | Doofpotpourri - Deel 2 | ep        | His Master's Voice | 7 EGH 206       | |
| 1965 | Doofpotpourri - Deel 3 | ep        | His Master's Voice | 7 EGH 207       | |
| 1965 | 12½ jaar Doofpot | mini-lp   | His Master's Voice | HFLP 1056       | Vergezeld van een gedenkpenning met een portret van Max Tailleur                                         |
| 1965 | Max 1 - Doofpotpourri - Max Tailleur zingt en praat langs z'n neus weg                                                               | lp        | His Master's Voice | XLPH 1035       | Identiek aan His Master's Voice HDLP 1005 (1956)                                                         |
| 1965 | Max 2 - Roulette Terrasje - Max Tailleur vertelt moppen en zingt liedjes uit 'De Doofpot'                                            | lp        | His Master's Voice | XLPH 1036       | Identiek aan His Master's Voice HDLP 1007 (1957)                                                         |
| 1965 | Max 3 - 12½ Jaar Doofpot | lp        | His Master's Voice | XLPH 1037       | Identiek aan His Master's Voice HFLP 1056 (1965)                                                         |
| 1967 | Vlieg er eens uit | single    | KLM                | RC 167          | Promotie                                                                                                 |
| 1967 | Max Tailleur vertelt automoppen voor de Vam                                                                                          | single    | Vam                | RC 172          | Promotie voor de stichting Vam (Vakopleiding Voor Het Automobiel-, Motorrijwiel- En Aanverwante Bedrijf) |
| 1967 | Veneta-tapijt: 'n plaatje... | single    | Veneta             | VEN 001         | |
| 1967 | Oi ..! - De nieuwe Max Tailleur show                                                                                                 | lp        | Philips            | PY 844 055      | |
| 1968 | Roulette - de bemazzel en de schlemiel - Max Tailleur vertelt moppen en zingt liedjes uit de 'Doofpot'                               | mini-lp   | Marcato            | 60 674          | |
| 1968 | Oi ..! - De nieuwe Max Tailleur show                                                                                                 | lp        | Philips            | XPY 855 811     | Identiek aan Philips PY 844 055 (1967)                                                                   |
| 1969 | Roulette | lp        | King Size          | TE 011          | |
| 1969 | Sex uit 't vuistje | lp        | Relax              | 31 630          | |
| 1969 | Sex uit 't vuistje | lp        | Imperial           | 5C 054 24038    | Identiek aan 1969 Relax 31 630 (1969)                                                                    |
| 1969 | Wat sex je menu | lp        | Imperial           | 5C 054 24094    | Opgenomen in Club 49, Haarlem                                                                            |
| 1969 | Doktor Max - 3 x daags een mop | single    | Imperial           | 5C 006 24104 M  | |
| 1969 | 12½ jaar Doofpot | lp        | Music for pleasure | MFP 5044        | Identiek aan His Master's Voice HFLP 1056 (1965)                                                         |
| 1970 | Heugst genoeglijke momenten met Max - een herinnering aan het optreden van Max Tailleur voor krijgshaftige jonge artsen in Amsterdam | single    | Hoechst            | RCS 248         | Promotie                                                                                                 |
| 1970 | 'Big' brother is watching you: na uw praktijk - sterke staaltjes van Max / in uw praktijk - sterke staaltjes van Myofer >100<        | ep        | Myofer             | RCS 249         | Promotie                                                                                                 |
| 1970 | Jiddische nieuwe | lp        | Imperial           | 5C 054 24321    | Opgenomen met publiek, Club 49, Haarlem                                                                  |
| 1971 | 3 x 2 = sex | lp        | Imperial           | 5C 054 24503    | Opgenomen met publiek, Club 49, Haarlem                                                                  |
| 1972 | Bakken in de lik | lp        | Imperial           | 5C 052 24708 X  | Opgenomen in een gevangenis                                                                              |
| 1974 | Sex perimenten | Dubbel-lp | Imperial           | 5C 178 24962/63 | Identiek aan Relax 31 630 + Imperial 5C 054 24094 (1969)                                                 |
| 1974 | Doofpotpourri | lp        | EMIDISC            | 5C 048 50644    | |
| 1974 | Pot voor meneer | lp        | EMIDISC            | 5C 048 50674    | Identiek aan Imperial 5C 054 24321 (1970)                                                                |
| 1978 | Doktersmoppen verteld door Max Tailleur                                                                                              | single    | Bovema Negram      | 5N 006 25705    | |
| 1979 | 'n Giller! | lp        | Philips            | 6423 144        | Live opgenomen in 'De Koopermoolen', Amsterdam                                                           |

## Biografie
| Jaar | Titel                                  | Formaat | Uitgever           | Catalogusnummer   | Opmerking                   |
| ---- | -------------------------------------- | ------- | ------------------ | ----------------- | --------------------------- |
| 2010 | Max Tailleur - Mijn leven was geen mop | boek    | Nijgh & Van Ditmar | 978 90 388 9388 4 | Geschreven door Jan Luitzen |